# Banco de Fomento y Ultramar
El Banco de Fomento y Ultramar va ser una entitat financera creada en 1846 en Madrid, Espanya, durant el regnat d'Isabel II, fruit de la fusió del Banco de Fomento, Banco de la Probidad i el Banco Español de Ultramar, que va comptar amb un capital de 140 milions de pessetes aportats sobretot per les entitats fusionades. Va néixer per al finançament d'una companyia transatlàntica, la de Correos Marítimos, que va tenir concessió dels transports de correus entre Espanya i les seves possessions d'ultramar, especialment a Cuba. Va culminar la fusió en 1848, però a la fi d'aquest mateix any es va trobar en fallida com a efecte de la crisi financera de 1847, el fracàs de la contracta de l'argent viu d'Almadén i els impagaments i rescissions de concessions de l'administració, no podent fer front a un emprèstit de 200 milions de pessetes. Va desaparèixer finalment en 1856.